# Lenvil Elliott
Lenvil Elliott (Lexington, 2 de setembro de 1951 – Richmond, 12 de outubro de 2008) foi um jogador profissional de futebol americano estadunidense.

## Carreira
Lenvil Elliott foi campeão da temporada de 1981 da National Football League jogando pelo San Francisco 49ers.